# Klaus Berge
Klaus Berge (* 4. Oktober 1961 in Gelsenkirchen) ist ein ehemaliger deutscher Fußballspieler, Trainer und jetziger Spielerberater.

## Karriere
Klaus Berge begann als Jugendspieler beim SV Vestia Disteln und spielte dort bis zur B-Jugend; danach wechselte er zur SpVg Marl. Später bestritt er für den FC Schalke 04 und den 1. FC Saarbrücken 33 Spiele in der 1. Bundesliga.
Der gelernte Bankkaufmann im gehobenen Verwaltungsdienst begann seine Trainertätigkeit zunächst in der Oberliga Westfalen für den 1. FC Recklinghausen und die SpVg Marl. Zu seinen Erfolgen aus dieser Trainertätigkeit sind der Aufstieg mit dem FC Recklinghausen in der Saison 1989/90 in die Oberliga, damals die 3. Liga und die erstmalige Qualifikation für den DFB-Pokal mit der Spvgg Marl in der Saison 1992/93 zu nennen.
Als Trainer betreute er danach die SpVgg Erkenschwick sowie von 1997 bis 1998 den Verein LR Ahlen in der Regionalliga West, mit dem er den Westfalen-Pokal gewann und sich erstmals in der Vereinsgeschichte für den DFB-Pokal qualifizierte.
Die nächsten Trainerstationen waren,  Preußen Münster (1998/99) und von 1999 bis 2001 Rot-Weiss Essen in der Fußball-Regionalliga. Mit Rot-Weiss Essen stieg er in der Saison 1998/99 in die Regionalliga, damals 3. Liga, auf und qualifizierte sich in der folgenden Saison für die zweiteilige Regionalliga.
Im Oktober 2001 erhielt er die Fußballlehrer-Lizenz. Nach der Station 1. FC Union Berlin, wo er als Manager arbeitete, übernahm Berge 2004 den Oberligisten 1. FC Kleve, den er drei Jahre lang betreute. Im Frühjahr 2007 erklärte Berge seinen Rücktritt zum Saisonende; als sein Nachfolger wurde Arie van Lent eingestellt.
Am 22. März 2008 übernahm er als Nachfolger von Aleksandar Ristić den KFC Uerdingen 05. Sein Ziel war es, den KFC vor dem Abstieg in die Verbandsliga zu bewahren, was ihm und seinem Trainerteam jedoch nicht gelang.
In der Saison 2008/09 betreute er Schwarz-Weiß Essen in der neuen NRW-Liga, dem Nachfolger der früheren Oberligen Westfalen und Nordrhein. Zur Saison 2009/10 übernahm er die Betreuung der A-Jugend von Rot-Weiss Essen, wurde wegen Erfolglosigkeit aber vorzeitig entlassen.
Von Januar 2010 bis zum 1. Januar 2012 trainierte er die 1. Mannschaft des DSC Wanne-Eickel. Seit Januar 2012 war er als Spielerberater in der Agentur Baumgarten sports & more tätig und ist seit 2018 Geschäftsführer der Teamgeist Sportmanagement GmbH.